# Saint-Sorlin-d’Arves
Saint-Sorlin-d’Arves ist eine Gemeinde in den Savoyen in Frankreich. Sie gehört zur Region Auvergne-Rhône-Alpes, zum Département Savoie, zum Arrondissement Saint-Jean-de-Maurienne und zum Kanton Saint-Jean-de-Maurienne. 
Sie grenzt im Nordwesten an Saint-Colomban-des-Villards, im Norden an Fontcouverte-la-Toussuire, im Nordosten an Villarembert, im Osten und im Südosten an Saint-Jean-d’Arves, im Süden an Besse und Clavans-en-Haut-Oisans und im Südwesten an Vaujany.

## Bevölkerungsentwicklung
| Jahr                       | 1962 | 1968 | 1975 | 1982 | 1990 | 1999 | 2008 | 2014 | 2021 |
| -------------------------- | ---- | ---- | ---- | ---- | ---- | ---- | ---- | ---- | ---- |
| Einwohner                  | 324  | 300  | 268  | 309  | 291  | 325  | 356  | 339  | 348  |
| Quellen: Cassini und INSEE |      |      |      |      |      |      |      |      |      |

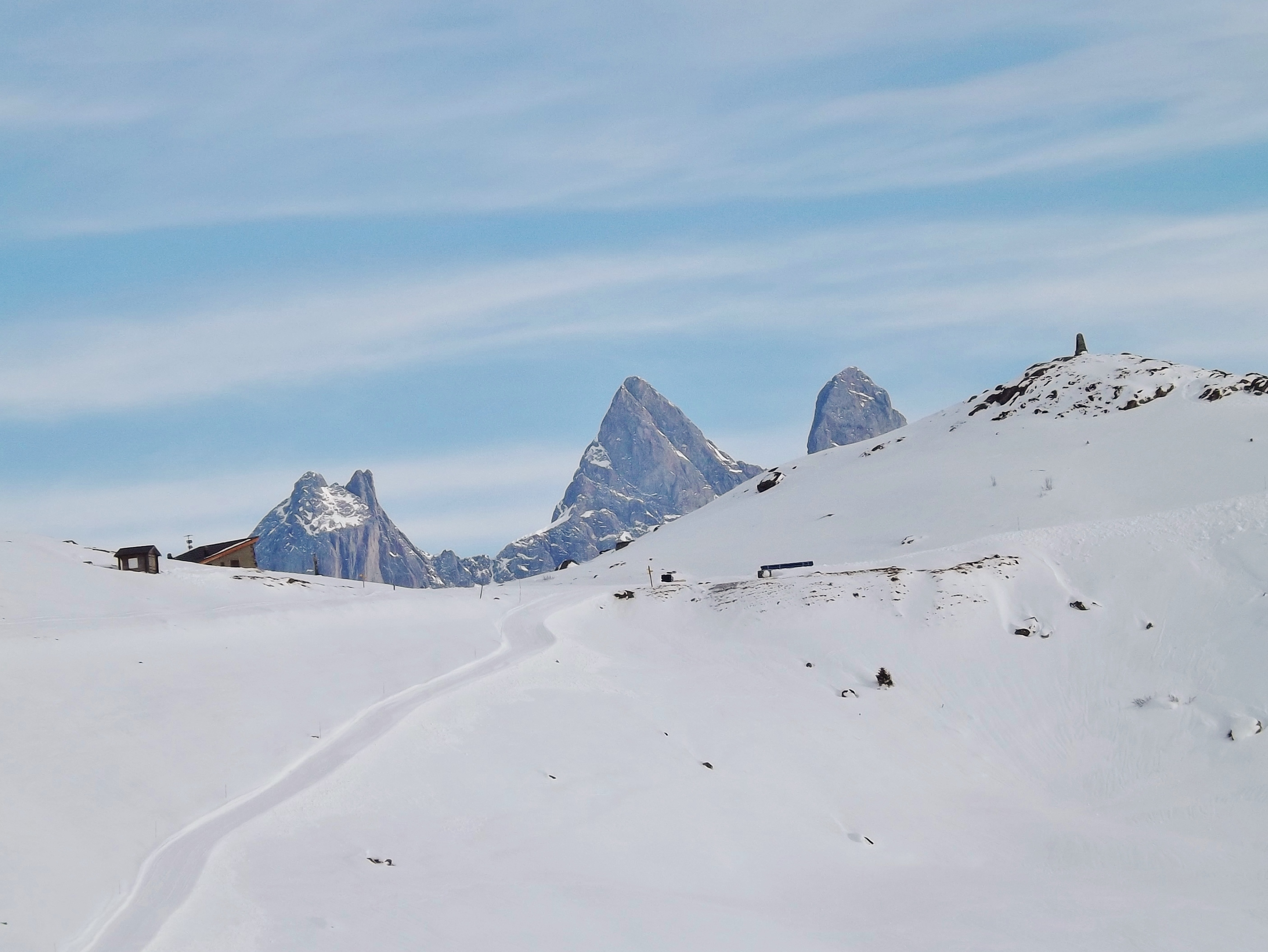
Col de la Croix de Fer
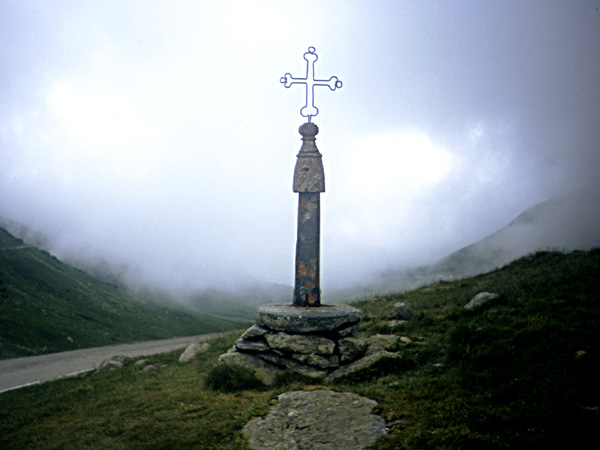
Kreuz auf dem Col de la Croix de Fer, Monument historique
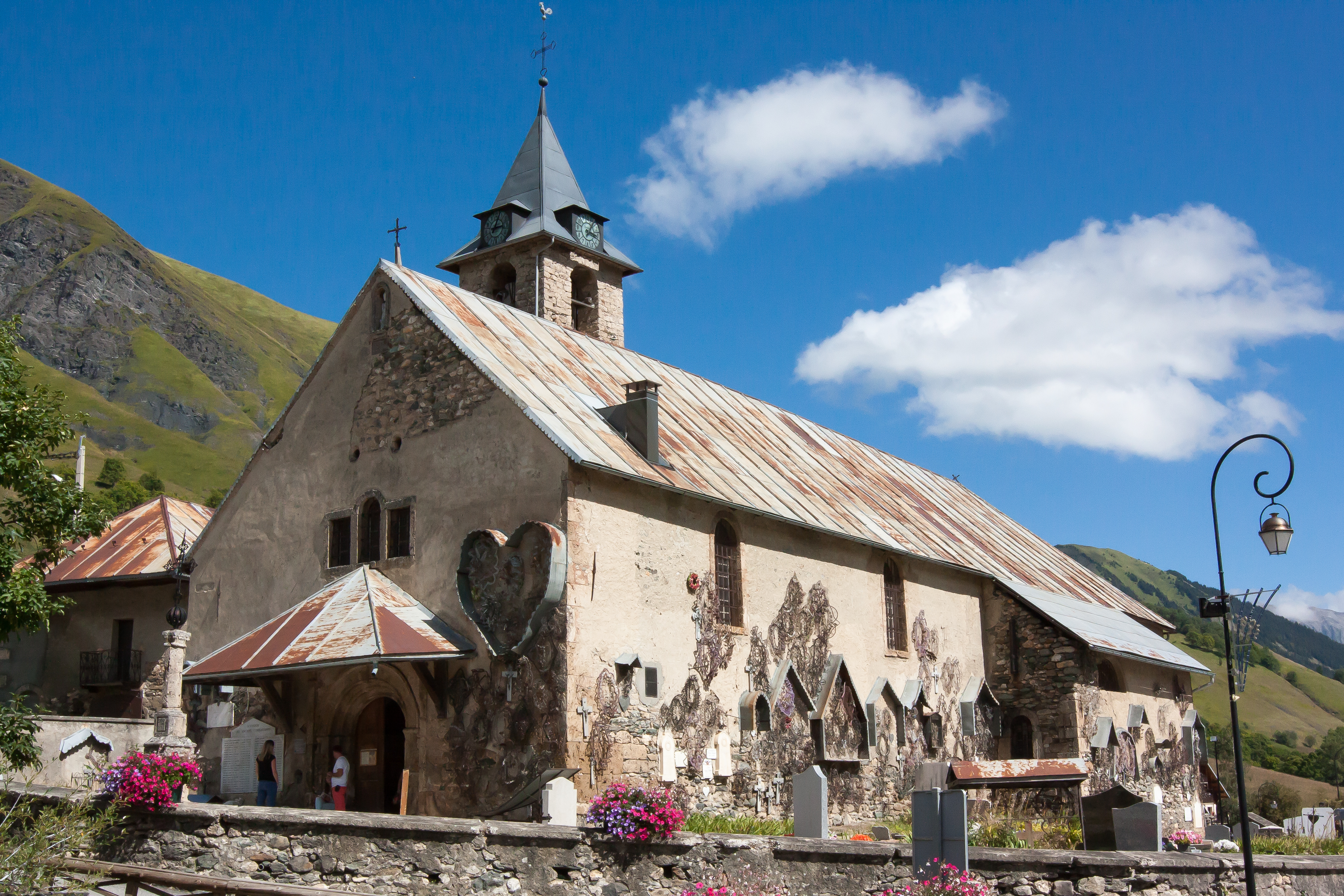
Kirche Saint-Saturnin, Monument historique